# Carl Furtmüller
Carl Leopold Furtmüller (* 2. August 1880 in Wien, Österreich-Ungarn; † 1. Januar 1951 in Mariapfarr) war ein österreichischer Pädagoge und Psychologe, der die Anwendung der Individualpsychologie im Rahmen der Wiener Schulreform maßgeblich mitinitiierte.

## Leben
Carl Furtmüllers Vater, Joseph Furtmüller, war Disponent in einer Handelsfirma. Seine Mutter, Caroline geb. Biermann, war die Tochter eines jüdischen Händlers, die zum katholischen Glauben konvertiert hatte. Furtmüller besuchte das Schottengymnasium und studierte ab 1898 Germanistik, Philosophie und Französisch an der philosophischen Fakultät der Universität Wien. Er promovierte im Jahre 1902 mit der Dissertation Die Theorie des Epos bei den Brüdern Schlegel, den Klassikern und Wilhelm von Humboldt. Um 1900 schloss er sich der Sozialdemokratie an und war Mitbegründer des Vereins Volksheim, Österreichs erster Volkshochschule.
Ab 1901 unterrichtete Furtmüller am Wiener Sophiengymnasium und anschließend von 1904 bis 1909 am Gymnasium in Kaaden (heute Tschechische Republik) Deutsch, Lateinisch und Griechisch. 1904 heiratete er die russische Emigrantin Aline Klatschko, die später sozialdemokratische Abgeordnete im Wiener Landtag wurde. 1909 kehrte Furtmüller nach Wien zurück, wo er bis 1909 an einer Realschule unterrichtete. Alfred Adler, dessen Frau ebenfalls russischer Abstammung war, führte Furtmüller 1909 in die Psychologische Mittwoch-Gesellschaft ein, aus welcher die Wiener Psychoanalytische Vereinigung hervorging. Nach Adlers Trennung von Freud wurde Furtmüller sein wichtigster Mitarbeiter beim Aufbau der Individualpsychologie. Von 1914 bis 1918 musste der Kriegsgegner Furtmüller Kriegsdienst leisten. 1919 wurde er in die Reformabteilung des Unterrichtsministeriums berufen. Während der Wiener Schulreform war er als enger Mitarbeiter von Otto Glöckel für die Reform der Mittelschule (Allgemeine Mittelschule, 1922–1927) zuständig. Er förderte die Errichtung von Erziehungsberatungsstellen und verhalf Alfred Adler zu einer Dozentenstelle am Pädagogischen Institut der Stadt Wien. 1922 wurde er Landesschulinspektor des Stadtschulrates in Wien.
1934 wurde er vom Dollfuss-Regime seines Amtes enthoben. Bis zum „Anschluss“ unterstützte er die antifaschistische Opposition. Im Juni 1939 musste er mit seiner Frau vor dem Nationalsozialismus flüchten und über Frankreich und Spanien 1941 in die USA emigrieren, wo seine Frau im gleichen Jahre starb.
Furtmüller kehrte 1947 nach Österreich zurück, wo er das Pädagogische Institut der Stadt Wien bis zu seinem Tode leitete. Sein Grab befindet sich im Urnenhain der Feuerhalle Simmering und zählt zu den ehrenhalber gewidmeten bzw. ehrenhalber in Obhut genommenen Grabstellen der Stadt Wien. Die Aberkennung seines Doktorgrades aus rassistischen Gründen im Jahr 1944 wurde 2008 posthum für nichtig erklärt.

## Werk
Furtmüller schrieb in sozialistischen und pädagogischen Zeitschriften Artikel über die Schulreform und war von 1920 bis 1933 Herausgeber der Zeitschrift die Wiener Schule des Stadtschulrates.

„Was für den begeisterten Pädagogen nur eine sanguinische Hoffnung ist, das wird für die individualpsychologische Betrachtungsweise durch Zergliederung des Werdeganges der menschlichen Persönlichkeit zur gefestigten wissenschaftlichen Überzeugung: Der Charakter des Menschen erscheint nicht mehr als unabänderliche und daher trostlose Gegebenheit, sondern als ein Werdendes, sich Gestaltendes, Gestaltbares und Umgestaltbares, und so ist die Erwartung berechtigt, dass eine völlige Neuordnung der Erziehung uns einst ein gesünderes, mutigeres und glücklicheres Geschlecht werde bescheren können. Aber sofort setzt sich dieser beglückenden Aussicht die niederdrückende Erkenntnis entgegen, dass uns für diese neue Erziehung das Geschlecht der neuen Erzieher fehlt, dass die übergroße Mehrzahl derer, denen in Familie und Schule die Führung der Jugend zufällt, selbst die Spuren und Narben der alten Erziehung an sich trägt und deshalb zwangsläufig die Wege dieser alten Erziehung wandelt, wenn auch oft in veränderter Form, wenn auch in Abschwächung ihrer handgreiflichsten Fehler, wenn auch manchmal in Selbsttäuschung, gerade das Entgegengesetzte zu tun.“

## Schriften (Auswahl)
- Psychoanalyse und Ethik. Eine vorläufige Untersuchung (= Schriften des Vereins für freie psychoanalytische Forschung. Heft 1). Reinhardt, München 1912.
- Hrsg. mit Alfred Adler: Heilen und Bilden. Ärztlich-pädagogische Arbeiten des Vereins für Individualpsychologie. Reinhardt, München 1914 (2. Aufl. bei J. F. Bergmann, München 1922).
  - Neu hrsg. von Wolfgang Metzger u. d. T.  	Heilen und Bilden. Ein Buch der Erziehungskunst für Ärzte und Pädagogen. Fischer, Frankfurt am Main 1973, ISBN 3-436-01751-5 (2. Aufl. 1983).
- Auf dem Weg zur Schulgemeinde. Ein Stück Wiener Mittelschulreform. Deutscher Verlag für Jugend und Volk, Wien 1926.
- Denken und Handeln – Schriften zur Psychologie 1905–1950. Von den Anfängen der Psychoanalyse zur Anwendung der Individualpsychologie. Hrsg.: Lux Furtmüller. Reinhardt, München 1983, ISBN 3-497-00992-X.